# Tomáš Murňák
Tomáš Murňák (* 21. února 1980, Praha) je český politik, v letech 2018 až 2022 zastupitel hlavního města Prahy s gescí územní rozvoj, životní prostředí a legislativa, v letech 2014 až 2019 a opět od roku 2022 zastupitel městské části Praha 13, člen Pirátů.

## Život
Narodil se v roce 1980 v Praze. Po absolvování obchodní akademie v pražských Stodůlkách jej profesní kariéra zavedla do softwarového nakladatelství odborné literatury, kde s výjimkou krátkého pobytu v Anglii pracuje dodnes. Mezi jeho koníčky patří informační technologie, politika, cyklistika a historická literatura.

## Politická kariéra
V roce 2010 kandidoval společně se Stranou Zelených do komunálních voleb na Praze 13, kde tato koalice získala 11,9 % hlasů a tím 5 mandátů.
Zastupitelem městské části Prahy 13 se stal v roce 2014, kdy Piráti pod jeho vedením, v koalici se Stranou Zelených pod názvem Zelení a piráti pro 13, získali ve volbách 11,19 % hlasů, což jim přineslo 5 mandátů (2 Piráti a 3 Zelení) z celkových 35.
V červenci 2015 na ustavující schůzi založil Místní sdružení Piráti Praha 13 a byl zvolen jeho předsedou.
V komunálních volbách v roce 2018 byl zvolen zastupitelem hlavního města Prahy a stal se místopředsedou výboru pro územní rozvoj, územní plán a památkovou péči, místopředsedou výboru pro infrastrukturu, veřejnou vybavenost a životní prostředí, posléze také předsedou výboru pro legislativu, veřejnou správu a transparentnost Zastupitelstva hlavního města Prahy. Z toho důvodu rezignoval na pozici zastupitele městské části Praha 13, kam byl zvolen opět za koalici Zelených a Pirátů pro 13, kteří ve volbách získali 25, 14 % hlasů, čili 11 mandátů z celkových 35.
V politické kariéře se věnoval hlavně svobodnému přístupu k informacím. Jeho podání na odbor kontrolních činností pražského magistrátu nakonec významnou měrou přispělo k vydání nové směrnice pro vydávání informací, která konečně zavedla mj. i odpovědnost osob za neposkytnutí informace.
V komunálních volbách v roce 2022 obhajoval za Piráty post zastupitele hlavního města Prahy, ale neuspěl. Byl však zvolen zastupitelem městské části Praha 13, když z pozice člena Pirátů vedl kandidátku subjektu „Zelení a Piráti pro 13“.